# 雷都光耀大帝
雷都光耀大帝，道教神明，相傳姓李，鸞堂稱之為李恩主、濟世真君，臺灣主奉此神的廟宇為宜蘭新民堂及臺南二府口福安宮。
這個信仰自中國甘肅，由宜蘭李望洋在清朝時帶回台灣，成為恩主公信仰中的一支。